# Until the Sadness Is Gone
Until the Sadness Is Gone är David & the Citizens andra studioalbum, utgivet i april 2003 av Adrian Recordings.

## Låtlista
Alla låtar är skrivna av David Fridlund.
1. "The End" - 2:50
2. "Graycoated Morning" - 3:19
3. "Until the Sadness Is Gone" - 3:35
4. "Never a Bottom" - 4:35
5. "New Direction" - 3:25
6. "Long Days" - 3:10
7. "Soar Feet + Blisters" - 3:08
8. "On All American Winds" - 5:31
9. "Let’s Not Fall Apart" - 3:21
10. "Silverjacketgirl" - 2:57
11. "As You Fall (I Watch with Love)" - 3:58

## Medverkande musiker
- David Fridlund
- Conny Fridh
- Alexander Madsen
- Mikael Carlsson
- Magnus Bjerkert

## Listplaceringar
| Lista (2003) | Topplacering |
| ------------ | ------------ |
| Sverige      | 20           |